# Техномаркет
„Техномаркет“ е верига хипермаркети за бяла и черна техника, собственост на компанията “Техномаркет България АД".
Основана на 08.10.1997г., Техномаркет България ЕАД е 100% българска компания с дългогодишни традиции в областта на търговията, която в продължение на повече от 25 години, чрез марката "Техномаркет", успешно оперира най-голямата магазинна мрежа, специализирана в продажбата на електроника, потребителски и домакински стоки в цялата страна. През годините марката се е превърнала в еталон за клиентско обслужване и гаранция за високо качество на предоставяните стоки и услуги, достигнали до всеки дом и офис на територията на страната. 
Веригата започва с името „Техномаркет Европа“. Първият магазин отваря врати през 1999 година и така е положено началото на най-успешната българска верига магазини за битова електроника, офис оборудване, телекомуникационни и IT продукти. 

Техномаркет България ЕАД работи както с голям брой български партньори, така и с повече от 200 производителя на стоки от САЩ, Европейския съюз, Япония, Корея, Турция, Китай и др. Дружеството е вносител и оторизиран дистрибутор за България на редица големи марки сред които Samsung, LG, Apple, Whirlpool, Philips, Gorenje, Miele, Sony, Bosch, Tefal, AEG, HP, собствената Neo, и др., чиито продукти или определени продуктови категории са достъпни за клиентите на компанията в цялата страна. 

## Магазини на веригата
Първият магазин от веригата „Техномаркет“ в България е открит през 1999 година в София. До април 2025 г. са открити общо 57 магазина от веригата.
Част от големите търговски обекти от веригата „Техномаркет” са разположени в търговски паркове, представляват самостоятелно обособени обекти, близко до други подобни търговски обекти, с развита инфраструктура и самостоятелен паркинг за клиенти. Друг формат магазини „Техномаркет“ са обектите в  търговски центрове, в по-големите населени места в България (гр. София, гр. Пловдив, гр. Бургас, гр. Варна, гр. Стара Загора и др.).  
„Техномаркет“ има филиали в следните селища: Асеновград, Ботевград, Благоевград, Бургас (2 магазина), Варна (3 магазина), Велико Търново, Враца, Велинград, Видин, Габрово, Димитровград, Казанлък, Карлово, Кърджали, Пазарджик, Плевен, Пловдив (4 магазина), Русе (2 магазина), Самоков, Сандански, Свищов, Севлиево, Силистра, Сливен, Смолян, София (8 магазина), Стара Загора, Троян, Търговище, Хасково, Първомай, Свиленград, Ихтиман, Дупница, Банско, Петрич, Гоце Делчев, Ямбол, Несебър, Пирдоп, Шумен, Елин Пелин, Перник, Свиленград. 
At My Home – една изцяло нова концепция за модерен и красив дом на „Техномаркет“. Магазините At My Home на веригата се намират в София, Пловдив и Варна.